# بویویی (دهانه)
بویویی یک دهانه برخوردی در ماه‌ است.

## دهانه‌های اقماری
این دهانه ۵ دهانه اقماری دارد.
| Bolyai | عرض جغرافیایی | طول جغرافیایی | قطر          |
| ------ | ------------- | ------------- | ------------ |
| Q      | ۳۶.۱° S       | ۱۲۲.۵° E      | ۲۸.۰ کیلومتر |
| K      | ۳۶.۳° S       | ۱۲۶.۸° E      | ۲۹.۰ کیلومتر |
| D      | ۳۲.۵° S       | ۱۲۸.۰° E      | ۳۴.۰ کیلومتر |
| W      | ۳۲.۲° S       | ۱۲۳.۹° E      | ۵۰.۰ کیلومتر |
| L      | ۳۶.۳° S       | ۱۲۶.۲° E      | ۷۳.۰ کیلومتر |